# ثلعثة (الملاح)

تعديل مصدري - تعديل

ثلعثة هي إحدى قرى عزلة الملاح بمديرية الملاح التابعة لمحافظة لحج، بلغ تعداد سكانها 113 نسمة حسب تعداد اليمن لعام 2004.